# 小西四郎
小西 四郎（こにし しろう、1912年7月14日 - 1996年2月5日）は、日本の歴史学者、東京大学名誉教授。幕末史が専門。

## 来歴
兵庫県生まれ。東京帝国大学国史学科卒。文部省維新史料編修官を経て東京大学史料編纂所教授、1973年定年退官。NHK大河ドラマ『翔ぶが如く』の監修を務めた。
1996年、急性骨髄性白血病のため死去。

## 著書
- 日本近代史 三笠書房 1940（日本歴史全書）
- 日本歴史講話 新日本辞書出版社 1947
- 明治維新 三省堂出版 1950（社会科文庫）
- 日本の歴史16 開国と攘夷 中央公論社、1966 のち文庫
- 黒船の来航 ポプラ社 1976（日本史の世界）
- 錦絵幕末明治の歴史 全12 講談社 1977-1878

## 共編著
- 新しい日本の歴史 家永三郎、松島栄一共著 毎日新聞社 1950
- 双六 伝統的な日本の遊び 寿岳章子、村岸義雄共著 徳間書店 1974
- 明治国家の権力と思想 遠山茂樹共編 吉川弘文館 1979.11
- 徳川慶喜のすべて 新人物往来社 1984.5
- 勝海舟のすべて 新人物往来社 1985.10
- 維新の青春群像 目でみる日本史 文春文庫 1986
- 服部之総・人と学問 遠山茂樹共編 日本経済評論社 1988.7